# Aleksej Dmitrik
Aleksej Vladimirovič Dmitrik (in russo Алексей Владимирович Дмитрик?; Slancy, 12 aprile 1984) è un altista russo.
Ha collezionato in carriera due medaglie d'argento rispettivamente ai mondiali di atletica leggera e agli europei indoor; i suoi record personali sono di 2,36 m all'aperto e 2,40 m al coperto.

## Biografia
Aleksej Dmitrik ai campionati mondiali allievi 2001, disputatisti a Debrecen, vince la medaglia d'oro superando l'asticella posta a 2,23 m; l'anno seguente ai campionati mondiali juniores finisce la gara solamente al quattordicesimo posto con la misura di 2,05 m. Ai campionati europei per juniores nel 2003 perde la sfida con il ceco Jaroslav Baba e si deve accontentare della medaglia d'argento con la misura di 2,26 m; il suo primo successo nella massima categoria arriva nel 2005 quando vince la prova del salto in alto alla Coppa Europa di atletica leggera 2005. Gareggia inoltre ai Campionati europei indoor di atletica leggera nel 2007 ma senza raggiungere la finale; due anni più tardi nel giugno 2009 a Salonicco incrementa il suo record personale saltando l'asticella a 2,33 m, al coperto nel 2005 aveva già saltato la misura di 2,34 m.
Ai campionati europei di atletica leggera 2010 a Barcellona termina la gara al settimo posto con un salto a 2,26 m mentre i connazionali Aleksandr Šustov e Ivan Ukhov si aggiudicano i primi due posti. Nel 2010 fa segnare un record del meeting a Dakar con 2,30 m mentre a Huelva incrementa ulteriormente il suo record personale portandolo a 2,35 m, che è anche la miglior prestazione mondiale stagionale. A fine luglio sale ancora di un centimetro più in alto ai campionati nazionali di Čeboksary e si presenta ai mondiali di Taegu con la seconda miglior misura stagionale, dietro allo statunitense Jesse Williams; alla prova mondiale si qualifica per la finale e qui salta molto bene fino alla misura di 2,35 m. La sua gara termina al secondo posto con la prima medaglia mondiale in carriera.
Al meeting indoor di Arnstadt (Germania), l'8 febbraio 2014, stabilisce il suo primato personale con 2,40 m. Pur non riuscendo a vincere la gara (Uchov ottiene la stessa misura ma con meno errori), entra così nel ristretto gruppo di soli 7 atleti ad aver mai superato la quota di 2,40 m al coperto.

## Progressione

### Salto in alto outdoor
| Stagione | Risultato | Luogo      | Data      | Rank. Mond. |
| -------- | --------- | ---------- | --------- | ----------- |
| 2013     | 2,30 m    | Eugene     | 1-6-2013  | 17º         |
| 2012     | 2,33 m    | Čeboksary  | 5-7-2012  | 7º          |
| 2011     | 2,36 m    | Čeboksary  | 23-7-2011 | 2º          |
| 2010     | 2,31 m    | Rabat      | 6-6-2010  | 8º          |
| 2009     | 2,33 m    | Salonicco  | 10-6-2009 | 5º          |
| 2008     | 2,27 m    | Kazan'     | 19-7-2008 | 51º         |
| 2007     | 2,30 m    | Biberach   | 16-6-2007 | 23º         |
| 2006     | 2,28 m    | Langen     | 25-6-2006 | 29º         |
| 2005     | 2,30 m    | Firenze    | 17-6-2005 | 16º         |
| 2004     | 2,30 m    | Langen     | 13-6-2004 | 16º         |
| 2003     | 2,28 m    | Bratislava | 10-6-2003 | 25º         |
| 2003     | 2,28 m    | Tula       | 7-6-2003  | 25º         |
| 2002     | 2,26 m    | Ginevra    | 15-6-2002 | 42º         |
| 2001     | 2,23 m    | Debrecen   | 14-7-2001 | 77º         |

### Salto in alto indoor
| Stagione | Risultato | Luogo           | Data      | Rank. Mond. |
| -------- | --------- | --------------- | --------- | ----------- |
| 2014     | 2,40 m    | Arnstadt        | 8-2-2014  | 2º          |
| 2013     | 2,36 m    | Arnstadt        | 2-2-2013  | 2º          |
| 2012     | 2,35 m    | Hustopeče       | 28-1-2011 | 3º          |
| 2011     | 2,32 m    | Hustopeče       | 29-1-2011 | 8º          |
| 2010     | 2,32 m    | Weinheim        | 5-3-2010  | 8º          |
| 2009     | 2,30 m    | Torino          | 6-3-2009  | 10º         |
| 2009     | 2,30 m    | Brno            | 3-2-2009  | 10º         |
| 2009     | 2,30 m    | Mosca           | 29-1-2009 | 10º         |
| 2008     | 2,33 m    | Mosca           | 10-2-2008 | 7º          |
| 2007     | 2,28 m    | Praga           | 15-2-2007 |             |
| 2006     | 2,25 m    | San Pietroburgo | 26-2-2006 | 48º         |
| 2005     | 2,34 m    | Glasgow         | 29-1-2005 | 4º          |
| 2004     | 2,30 m    | Paiania         | 22-2-2004 | 9º          |
| 2003     | 2,28 m    | Samara          | 26-1-2003 | 16º         |

## Palmarès
| Anno | Manifestazione    | Luogo      | Evento        | Posizione | Misura | Note                          |
| ---- | ----------------- | ---------- | ------------- | --------- | ------ | ----------------------------- |
| 2001 | Mondiali allievi  | Debrecen   | Salto in alto | Oro       | 2,23 m | Miglior prestazione personale |
| 2002 | Mondiali juniores | Kingston   | Salto in alto | 14º       | 2,05 m |                               |
| 2003 | Europei juniores  | Tampere    | Salto in alto | Argento   | 2,26 m |                               |
| 2007 | Europei indoor    | Birmingham | Salto in alto | 20º (q)   | 2,18 m |                               |
| 2009 | Europei indoor    | Torino     | Salto in alto | Argento   | 2,29 m |                               |
| 2010 | Europei           | Barcellona | Salto in alto | 7º        | 2,26 m |                               |
| 2011 | Mondiali          | Taegu      | Salto in alto | Argento   | 2,35 m |                               |
| 2013 | Europei indoor    | Göteborg   | Salto in alto | Argento   | 2,33 m |                               |
| 2013 | Mondiali          | Mosca      | Salto in alto | 25º (q)   | 2,17 m |                               |
| 2014 | Europei           | Zurigo     | Salto in alto | 23º (q)   | 2,10 m |                               |
| 2015 | Europei indoor    | Praga      | Salto in alto | 12º (q)   | 2,24 m |                               |

## Campionati nazionali
- 1 volta campione nazionale nel salto in alto (2011).

2011
- Oro ai Campionati nazionali russi, salto in alto - 2,36 m

## Altre competizioni internazionali
2005
- Oro in Coppa Europa ( Firenze), salto in alto - 2,30 m =

2010
- 8º all'Athletissima ( Losanna), salto in alto - 2,27 m
- 4º al Weltklasse Zürich ( Zurigo), salto in alto - 2,26 m

2011
- 6º al Doha Diamond League ( Doha), salto in alto - 2,29 m
- Oro al Meeting Areva ( Parigi), salto in alto - 2,32 m
- 7º al DN Galan ( Stoccolma), salto in alto - 2,22 m
- 10º al Weltklasse Zürich ( Zurigo), salto in alto - 2,25 m

2012
- 10º al Doha Diamond League ( Doha), salto in alto - 2,20 m
- 8º al Golden Gala ( Roma), salto in alto - 2,20 m
- 5º all'Herculis ( Monaco), salto in alto - 2,30 m

2013
- 7º al Doha Diamond League ( Doha), salto in alto - 2,24 m
- 4º al Prefontaine Classic ( Eugene), salto in alto - 2,30 m
- 6º al Birmingham Grand Prix ( Birmingham), salto in alto - 2,21 m
- 7º all'Athletissima ( Losanna), salto in alto - 2,27 m